# Paweł Grabowski († 1771)
Paweł Grabowski (deutsch Paul Grabowski, † wahrscheinlich August 1771 in Pruzany, Polen-Litauen) war königlich-polnischer Generalleutnant, Starost von Czchów und ein führender Vertreter der Protestanten in Polen.

## Leben
Paul war ein Sohn von Stephan Grabowski, Starost von Vištytis in Litauen und Teodora von Stryjeński. Seine Brüder Johann Georg und Michael wurden ebenfalls Generäle. Die Familie war calvinistisch (reformiert).
1748 wurde Paul Grabowski auf Betreiben des Grafen von Brühl Starost von Czchów in Kleinpolen und General der polnischen Armee. Er setzte sich sehr für die Gleichberechtigung der Protestanten in Polen-Litauen ein. Grabowski suchte dafür Unterstützung in Preußen und traf sich 1756 mit dem Gesandten Hans Dietrich von Maltzahn in Dresden, und 1761 mit dem Legationssekretär Gédéon de Benoît in Warschau. 1761 reiste er als Vertreter der polnischen Protestanten nach Berlin.
1766 brachte Paul Grabowski mit weiteren Adligen im Sejm einen Antrag auf formale Gleichstellung für Nichtkatholiken in Polen-Litauen ein, der abgelehnt wurde.
1767 war er ein führender Vertreter der protestantischen Konföderation von Thorn. Sein Bruder Johann Georg wurde Führer der gleichzeitigen Konföderation von Sluzk in Litauen. Paul Grabowski reiste nach Warschau zum König, um die Forderungen der Konföderation von Thorn zu überbringen und nahm bald danach am Sejm teil, der diese Forderungen verhandeln sollte.
1770 wurde er mit seinem Bruder Johann Georg von Vertretern der katholischen Konföderation von Radom gefangen genommen und verschleppt, konnte aber entkommen. Im August 1771 wurde er auf seinem Gut in Pruzany in Litauen wieder überfallen und durch einen Säbelhieb auf den Kopf schwer verletzt, woran er kurz darauf verstarb.
Seine Witwe Zofia verkaufte 1781 die Starostei Czchów an Vertreter der Habsburgermonarchie.